# Duplo Pêndulo
Em Física e Matemática, na área de sistemas dinâmicos, um duplo pêndulo é um sistema com dois pêndulos sendo um deles anexo no extremo do outro. Este é um sistema físico simples que apresentam um complexo comportamento dinâmico com alta sensibilidade em torno das condições iniciais. O movimento do pêndulo duplo é regido por um conjunto fechado de equações diferenciais ordinárias. Para sistemas com energia específica, seu comportamento é caótico.

## Análise e Interpretação
Diversas variáveis do pêndulo duplo podem ser consideradas; os dois corpos podem ter comprimento e massa iguais ou desiguais.
Podem ser pêndulo simples ou composto (também conhecido como pêndulo complexo) e o movimento pode ser em três dimensões ou restrito ao plano vertical. Na análise seguinte, consideramos as partes do pêndulo composto com a mesma massa {\displaystyle m} e o mesmo comprimento {\displaystyle \ell }, e o movimento é restrito em duas dimensões:

Duplo pêndulo

Em um pêndulo duplo, a massa é distribuída ao longo do comprimento do corpo. Se a massa é uniformemente distribuída, então, o centro de massa de cada corpo está localizado no ponto médio do mesmo e o seu momento de inércia é {\displaystyle \textstyle I={\frac {1}{12}}m\ell ^{2}} em torno do centro de massa.
Convenientemente usamos ângulos entre o corpo e a vertical como coordenadas generalizadas para definição da configuração do sistema. Estes ângulos são chamados θ1 e θ2. A posição do centro de massa de cada barra pode ser escrita em termos dessas duas coordenadas. Se a origem do sistema de coordenadas Cartesianas considerado é o ponto de suspensão do primeiro pêndulo, então, o centro de massa desse pêndulo é:
{\displaystyle x_{1}={\frac {\ell }{2}}\sin \theta _{1},}
{\displaystyle y_{1}=-{\frac {\ell }{2}}\cos \theta _{1}}

e o centro de massa do segundo pêndulo é:
{\displaystyle x_{2}=\ell \left(\sin \theta _{1}+{\frac {1}{2}}\sin \theta _{2}\right),}
{\displaystyle y_{2}=-\ell \left(\cos \theta _{1}+{\frac {1}{2}}\cos \theta _{2}\right).}

Com isso, escrevemos o Lagrangiano:

## Lagrangiano
O Lagrangiano é:
{\displaystyle {\begin{aligned}L&={\hbox{Energia Cinética}}-{\hbox{Energia Potential}}\\&={\frac {1}{2}}m\left(v_{1}^{2}+v_{2}^{2}\right)+{\frac {1}{2}}I\left({{\dot {\theta }}_{1}}^{2}+{{\dot {\theta }}_{2}}^{2}\right)-mg\left(y_{1}+y_{2}\right)\\&={\frac {1}{2}}m\left({{\dot {x}}_{1}}^{2}+{{\dot {y}}_{1}}^{2}+{{\dot {x}}_{2}}^{2}+{{\dot {y}}_{2}}^{2}\right)+{\frac {1}{2}}I\left({{\dot {\theta }}_{1}}^{2}+{{\dot {\theta }}_{2}}^{2}\right)-mg\left(y_{1}+y_{2}\right)\end{aligned}}}
O primeiro termo é a energia cinética linear do centro de massa dos corpos e o segundo termo é a energia cinética rotacional em torno do centro de massa de cada braço. O último termo é a energia potencial dos corpos em um campo gravitacional uniforme. A notação de Newton indica a derivada temporal da variável em questão.
Substituindo as coordenadas abaixo e reorganizando os termos:
{\displaystyle L={\frac {1}{6}}m\ell ^{2}\left[{{\dot {\theta }}_{2}}^{2}+4{{\dot {\theta }}_{1}}^{2}+3{{\dot {\theta }}_{1}}{{\dot {\theta }}_{2}}\cos(\theta _{1}-\theta _{2})\right]+{\frac {1}{2}}mg\ell \left(3\cos \theta _{1}+\cos \theta _{2}\right).}

Movimento do duplo pêndulo (integração numérica das equações de movimento)

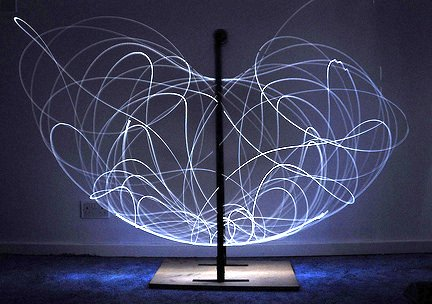
Fotografia de longa exposição de um duplo pêndulo exibindo movimento caótico (traçados com um LED)

Há somente uma quantidade conservada (energia), e não conservado o momento.  Os dois momentos podem ser escritos como:
{\displaystyle p_{\theta _{1}}={\frac {\partial L}{\partial {{\dot {\theta }}_{1}}}}={\frac {1}{6}}m\ell ^{2}\left[8{{\dot {\theta }}_{1}}+3{{\dot {\theta }}_{2}}\cos(\theta _{1}-\theta _{2})\right]}
e
{\displaystyle p_{\theta _{2}}={\frac {\partial L}{\partial {{\dot {\theta }}_{2}}}}={\frac {1}{6}}m\ell ^{2}\left[2{{\dot {\theta }}_{2}}+3{{\dot {\theta }}_{1}}\cos(\theta _{1}-\theta _{2})\right].}
Estas expressões podem ser invertidas para obtermos:
{\displaystyle {{\dot {\theta }}_{1}}={\frac {6}{m\ell ^{2}}}{\frac {2p_{\theta _{1}}-3\cos(\theta _{1}-\theta _{2})p_{\theta _{2}}}{16-9\cos ^{2}(\theta _{1}-\theta _{2})}}}
e
{\displaystyle {{\dot {\theta }}_{2}}={\frac {6}{m\ell ^{2}}}{\frac {8p_{\theta _{2}}-3\cos(\theta _{1}-\theta _{2})p_{\theta _{1}}}{16-9\cos ^{2}(\theta _{1}-\theta _{2})}}.}
As equações restantes de movimento são escritas como:
{\displaystyle {{\dot {p}}_{\theta _{1}}}={\frac {\partial L}{\partial \theta _{1}}}=-{\frac {1}{2}}m\ell ^{2}\left[{{\dot {\theta }}_{1}}{{\dot {\theta }}_{2}}\sin(\theta _{1}-\theta _{2})+3{\frac {g}{\ell }}\sin \theta _{1}\right]}
e
{\displaystyle {{\dot {p}}_{\theta _{2}}}={\frac {\partial L}{\partial \theta _{2}}}=-{\frac {1}{2}}m\ell ^{2}\left[-{{\dot {\theta }}_{1}}{{\dot {\theta }}_{2}}\sin(\theta _{1}-\theta _{2})+{\frac {g}{\ell }}\sin \theta _{2}\right].}
A última das quatro equações são fórmulas explícitas para a evolução temporal do sistema no seu estado atual. Não é possível ir mais longe e integrar estas equações analiticamente, para obter fórmulas para θ1 e θ2 como função do tempo. No entanto, é possível realizar essa integração numericamente usando o método Runge Kutta ou técnicas similares.

## Movimento caótico

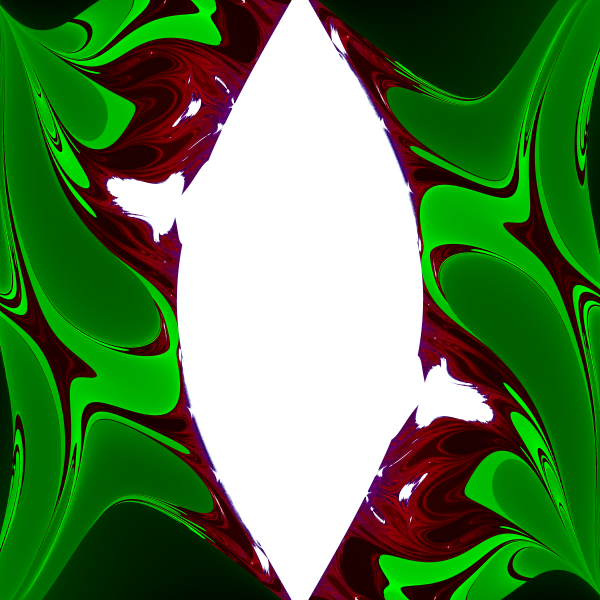
Gráfico do tempo para o pêndulo para virar em função das condições iniciais

O pêndulo duplo sofre movimento caótico e mostra uma sensível dependência das condições iniciais. A imagem a direita mostra quanto tempo levou para o pêndulo virar, em função das condições iniciais. Aqui, o valor inicial para θ1 varia de −3 a 3 ao longo do eixo x. Já o valor inicial para θ2 varia de −3 a 3 ao longo do eixo y.
(Presumidamente, esta exposição está descrevendo uma versão estacionária com termo cinético igual a zero.) A cor de cada pixel indica a variação do pêndulo com {\displaystyle 10{\sqrt {\ell /g}}} (verde), within {\displaystyle 100{\sqrt {\ell /g}}} (vermelho), {\displaystyle 1000{\sqrt {\ell /g}}} (roxo) ou {\displaystyle 10000{\sqrt {\ell /g}}} (azul).  Condições iniciais, que não levam a virar, são plotados em branco.
A fronteira da região branca central é definida em parte pela conservação de energia com a seguinte curva:
{\displaystyle 3\cos \theta _{1}+\cos \theta _{2}=2.\,}
Dentro da região definida por esta curva, temos:
{\displaystyle 3\cos \theta _{1}+\cos \theta _{2}>2,\,}
Logo, do ponto de vista energético, é impossível o pêndulo virar. Fora desta região, o pêndulo pode virar, mas quando ele vai virar torne-se uma questão complexa para determinar. Comportamento semelhante é observado para um pêndulo duplo composto por duas massas pontuais, em vez de duas hastes com massa distribuída.
A falta de uma frequência de excitação natural, levou-se à utilização de sistemas de pêndulo duplo em modelos de resistência sísmica dos edifícios, onde o próprio edifício é o pêndulo primário invertido e uma massa secundária é ligada ao edifício para completar o pêndulo duplo.